# Domersleben

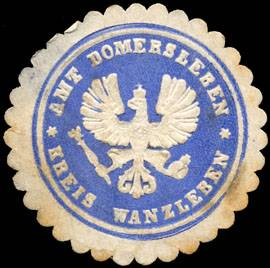
Siegelmarke Amt Domersleben

Domersleben ist ein Ortsteil der Stadt Wanzleben-Börde im Landkreis Börde in Sachsen-Anhalt.

## Geografie
Domersleben liegt am Bode-Nebenfluss Sarre, unmittelbar nördlich von Wanzleben und etwa zehn Kilometer westlich von Magdeburg. Das waldarme Gebiet rund um Domersleben in der nördlichen Magdeburger Börde wird landwirtschaftlich intensiv genutzt.

## Geschichte
Der in Sachsen-Anhalt weit verbreitete Ortsnamensbestandteil -leben bedeutet: „Hinterlassenschaft, Erbe“. Er ist grundsätzlich mit Personennamen im ersten Namensbestandteil kombiniert. Im Mittelalter gab es ohne Zweifel zwei Ortsteile, nämlich Groß- und Klein-Domersleben oder „Hohen- und Nieder-Domersleben“, von denen wohl einer wüst geworden ist. Auch waren zwei Kirchen vorhanden. Heute gibt es nur noch eine Kirche (= die „untere Kirche“), als deren Patrone St. Peter und Paul anzusehen sind.
Domersleben wurde im Jahre 1056 erstmals urkundlich erwähnt. Um 1220 wurde der Ort Domesleve, Domessleve, um 1280 Domesscleve und im 14. Jahrhundert Domensleve genannt. Die reichsfreien Edelherren von Meinersen waren hier begütet. Sie gaben um 1220 laut ihrem Lehnsregister in Domesleve 21 Hufen, Vogteirechte und das Patronat über die Kirche St. Christophorus (= die „obere Kirche“) als Lehen an Heinrich von Zeringe. Später weiterhin um 1280 als Lehen an die Brüder Cono und Johannes von Zeringe.
Am 1. Januar 2010 schlossen sich die bis dahin selbstständigen Gemeinden Domersleben, Bottmersdorf, Dreileben, Eggenstedt, Groß Rodensleben, Hohendodeleben, Klein Rodensleben sowie die Städte Wanzleben und Seehausen zur neuen Stadt Wanzleben-Börde zusammen.

## Politik

### Bürgermeister
In der unmittelbaren Nachkriegszeit war der Journalist und Fotograf Karl Meyer Bürgermeister des Orts. Bernd Meyer war bis 2009 ehrenamtlicher Bürgermeister und bis 2013 Ortsbürgermeister. Seit 2014 ist Helge Szameitpreuß Ortsbürgermeister.

### Wappen
Das Wappen wurde am 30. Juni 1997 durch das Regierungspräsidium Magdeburg genehmigt.
Blasonierung: „In Silber eine rote Kirche mit spitzbedachtem Turm und rechts daneben ein roter spitzbedachter Turm, beide mit schwarzen Rundbogenfensteröffnungen, im roten Schildfuß ein silberner Fisch.“
Domersleben beauftragte im Jahr 1997 den Magdeburger Kommunalheraldiker Jörg Mantzsch mit der Erarbeitung einer heraldisch korrekten und genehmigungsfähigen Ortswappens. Dabei sollte der Bezug zu einem historischen Siegel hergestellt werden, das eine scheinbar doppeltürmige Kirche zeigte, und zum ehemaligen Domerslebener See hergestellt werden.
Bei der Darstellung von Gebäuden ist zu berücksichtigen, dass sie im Wappenbild keine architektonische Reproduktion verkörpern. Auch hier drückt sich mit dem Gebäude eine stark verallgemeinerte Sinnbildlichkeit oder auch reale aber verfremdete Gegebenheit aus. Als Beispiel mag die Zinnenmauer in vielen Stadtwappen gelten, die als Sinnbild der Wehrhaftigkeit gilt, auch wenn der Ort in der Wirklichkeit nie eine Stadtmauer hatte.
In der Vergangenheit führten die Siegel der Dörfer oft das Bild ihrer Kirche bzw. deren Schutzheiligen. Es ist klar, dass bei dem Umstand, dass fast jedes Dorf eine Kirche hatte, diese nicht zwangsläufig in einem Wappenbild aufgenommen werden kann; die Einmaligkeit und Besonderheit des Wappenbildes wäre damit nicht erreicht.
Im Falle des historischen Siegels der Gemeinde Domersleben ist das anders. Hier handelt es sich nicht um die Darstellung einer zweitürmigen Kirche oder eines Domes, sondern um die ursprüngliche Kirche, die dicht neben einem in gleicher Weise wie der Kirchturm gebauten Wach- bzw. Wehrturm stand.
Etwa um das 10. bis 11. Jahrhundert wurde in Domersleben die Kirche St. Peter und Paul errichtet. Sie stand unterhalb einer Erhöhung, dicht neben dem besagten Wachturm. Als sie 1749 neu erbaut wurde, baute man die Kirche dann unmittelbar an den Turm. Beide Gebäude wurden verputzt, so dass sie über Generationen als einheitliches Bauwerk angesehen wurden. Umso größer war das Erstaunen, als man in jüngster Vergangenheit den Putz an den Außenwänden abnahm. Deutlich sichtbar unterschieden sich nun beide Türme und es erklärte sich das Siegelbild. Nicht der Magdeburger Dom – wie vormals angenommen, war im alten Siegel gemeint, sondern die beiden zu jener Zeit dominierenden Gebäude – Kirche und Wehrturm, die nur einige Meter voneinander getrennt waren.
Es war Beschluss der Gemeinde Domersleben vom März 1997, die Symbolik von Turm und Kirche im neu zu schaffenden Wappenbild aufzunehmen. Weiterhin wurde beschlossen, den Fisch als Symbol zum 1791 entwässerten Domerslebener See zu tragen. Dieser große See diente der Gemeinde einst zum Fischfang.
Die Farben der ehemaligen Gemeinde sind Rot/Silber (Weiß).

### Flagge
Die Flagge der ehemaligen Gemeinde ist rot-weiß, schräg gestreift mit aufgelegtem Wappen.

## Kultur und Sehenswürdigkeiten

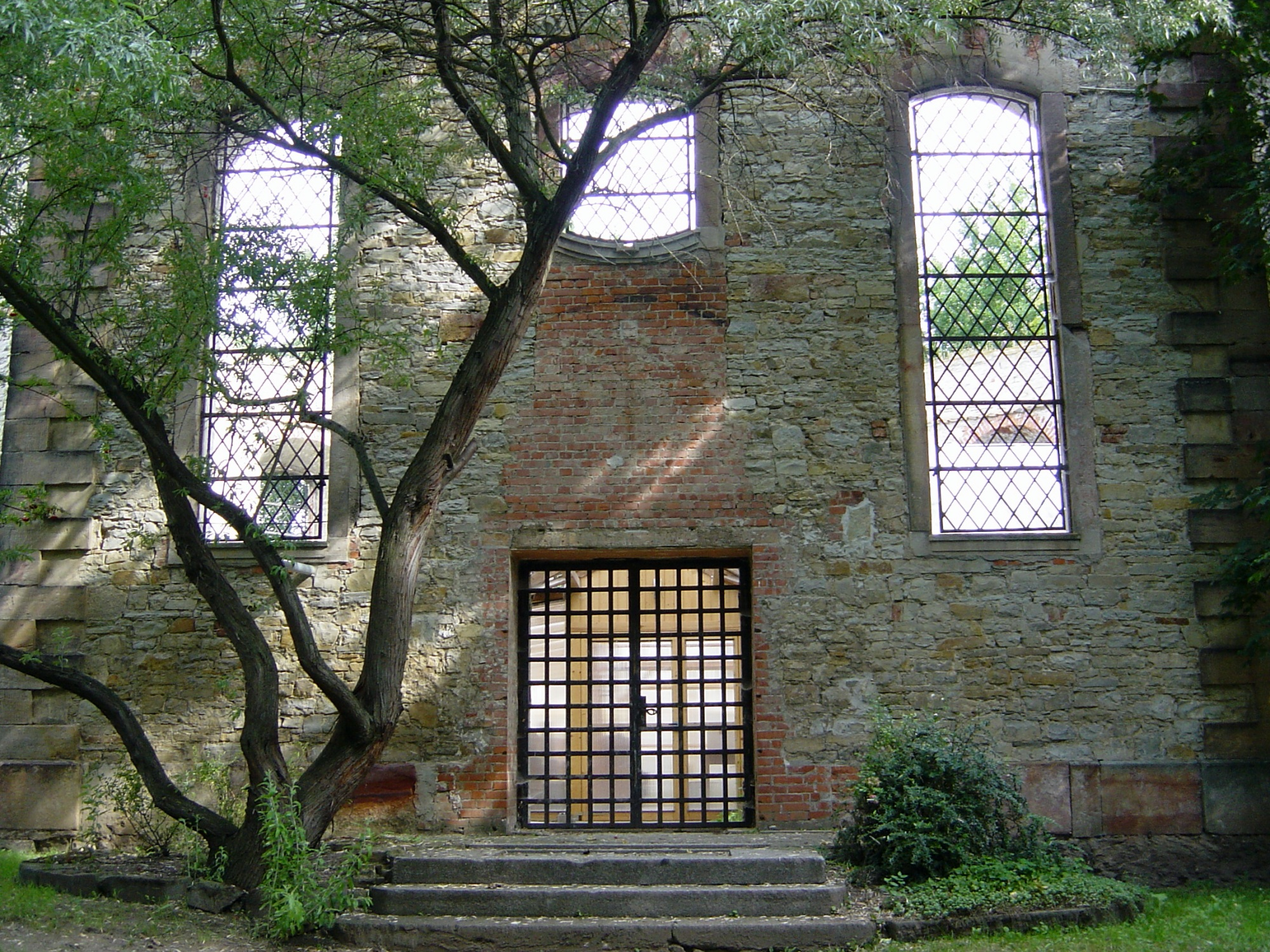
Kirche in Domersleben

- Gedenkstein an der Nordseite der Kirche:Oberamtmann Johann Georg Cuno (1679–1742)
- Gedenkstein an der Schule (in der DDR-Zeit POS „Katja Niederkirchner“) zur Erinnerung an die kommunistische Widerstandskämpferin Katja Niederkirchner, die 1944 im KZ Ravensbrück ermordet wurde
- das Gemeinde-Museum über dem zweiten Gebäude der Grundschule
- die Domersleber Zeltkirche Sankt Peter und Paul in den Umfassungswänden der barocken Kirche aus dem 18. Jahrhundert

## Verkehrsanbindung
In der nahen Stadt Wanzleben-Börde kreuzen sich die Bundesstraßen 180 (Magdeburg–Aschersleben) und 246a (Seehausen–Schönebeck). Eine direkte Straßenverbindung besteht nach Magdeburg. Der Autobahn-Anschluss Wanzleben (A 14) ist etwa 9 km von der Gemeinde entfernt. Der nahegelegene Bahnhof Blumenberg liegt an der Bahnstrecke Magdeburg–Thale.

## Persönlichkeiten

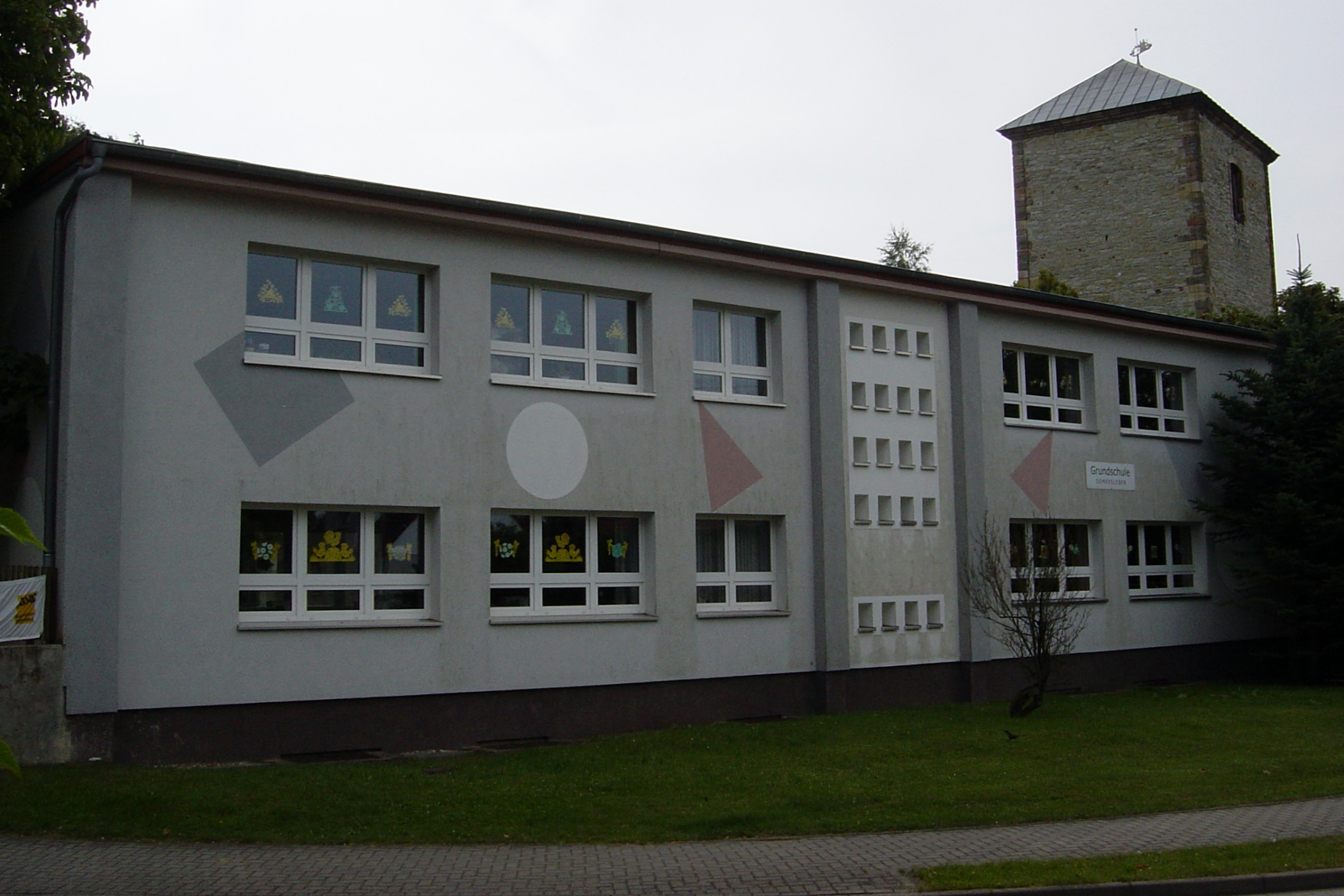
Grundschule „Martin Selber“ in Domersleben

Der Schriftsteller Martin Selber (eigentlich: Martin Merbt; 1924–2006) lebte von 1945 bis an sein Lebensende in Domersleben und wurde zum Ehrenbürger des Dorfs ernannt. Eine Straße in Domersleben und die Grundschule des Ortes tragen seinen Namen. Des Weiteren wurde 1692 der Gelehrte Christian August Salig in Domersleben geboren.

## Domersleben in Literatur und Kunst
In Folge 20 der Krimi-Serie Babylon Berlin wird Domersleben als Heimatort des Kriminalassistenten und Polizeifotografen Reinhold Gräf erwähnt, allerdings wird es als Dorf in der „anhaltischen Börde“ mit nur 68 Einwohnern geschildert. Der Name sei eine doppelte Lüge, es gebe weder Dom noch Leben.